# 이카로스 (항성)

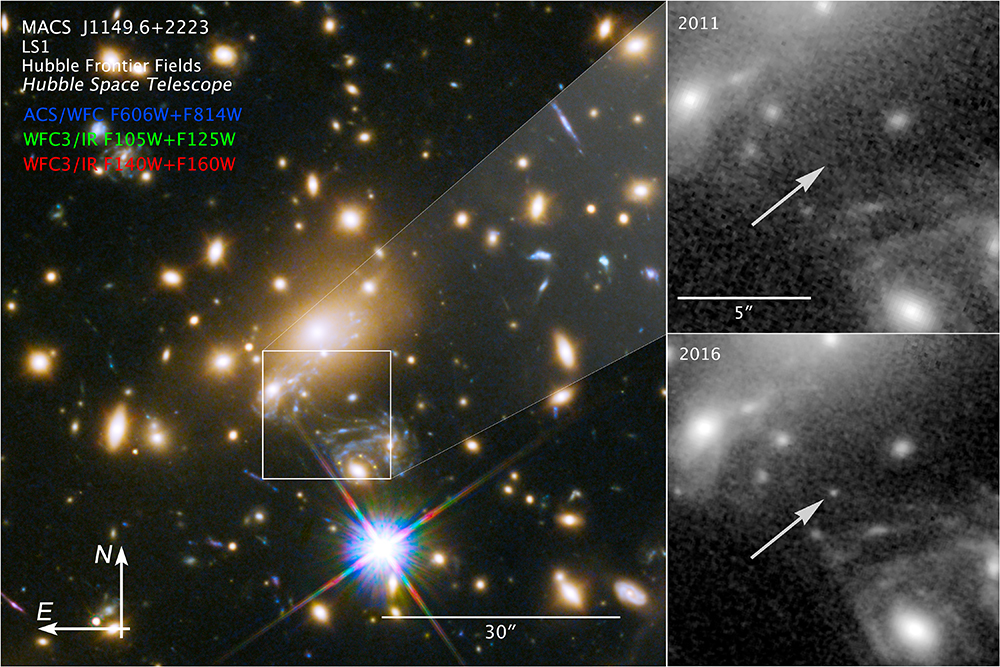

이카로스(Icarus, MACS J1149 Lensed Star 1)는 중력렌즈를 통해 관찰되는 청색 초거성이다. 이 항성은 지금까지 지구로부터 약 140억 광년 떨어진 곳(적색편이 z=1.49, 공진거리)에서 에아렌델, 고질라, 모스라, 퀼루르, 스타-1, 스타-2에 이어 7번째로 멀리 떨어진 항성이다. 144억 광년, 되돌아오는 시간은 93억 4,000만 년). 항성에서 나오는 빛은 빅뱅 이후 44억년 후에 방출되었다. 공동 발견자인 패트릭 켈리(Patrick Kelly)에 따르면, 이 항성은 관측된 다음으로 가장 먼 비 초신성 항성인 SDSS J1229+1122보다 적어도 100배 더 멀리 떨어져 있으며, 최초로 확대된 개별 항성이다.

## 같이 보기
- 최원거리 천체 목록
- WHL0137-LS